# COFCO Group
COFCO Group или COFCO Corporation (中粮集团, «Чжунлян», сокращённо от China Oil and Foodstuffs Corporation) — китайская государственная холдинговая компания, крупнейший в стране переработчик сельскохозяйственной продукции и производитель продуктов питания и напитков. Также дочерние компании группы занимаются торговлей, логистикой, недвижимостью и финансовыми операциями. Входит в число крупнейших компаний Китая и мира.
COFCO является крупнейшим импортёром в Китай таких стратегических товаров, как пшеница, ячмень, кукуруза, соя, рапс, растительное масло и сахар.

## История

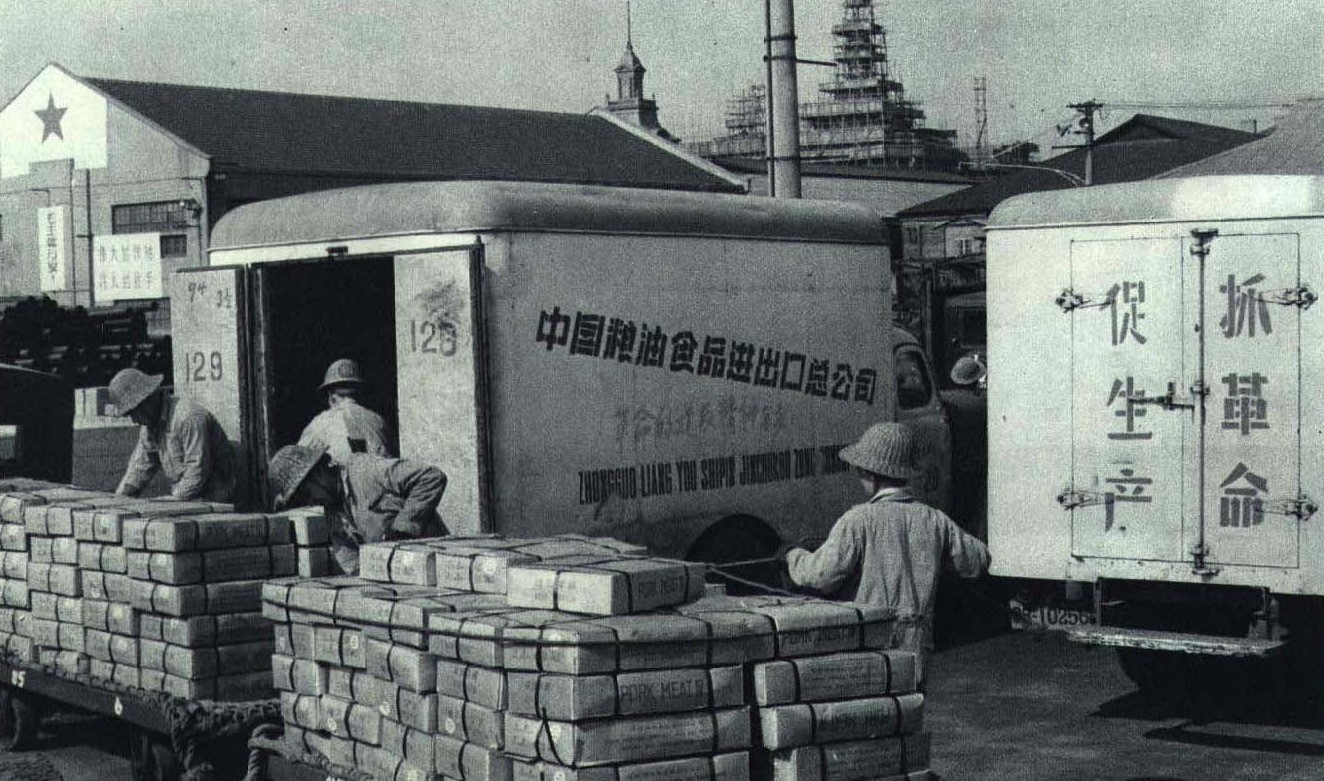
Сотрудники COFCO в 1967 году

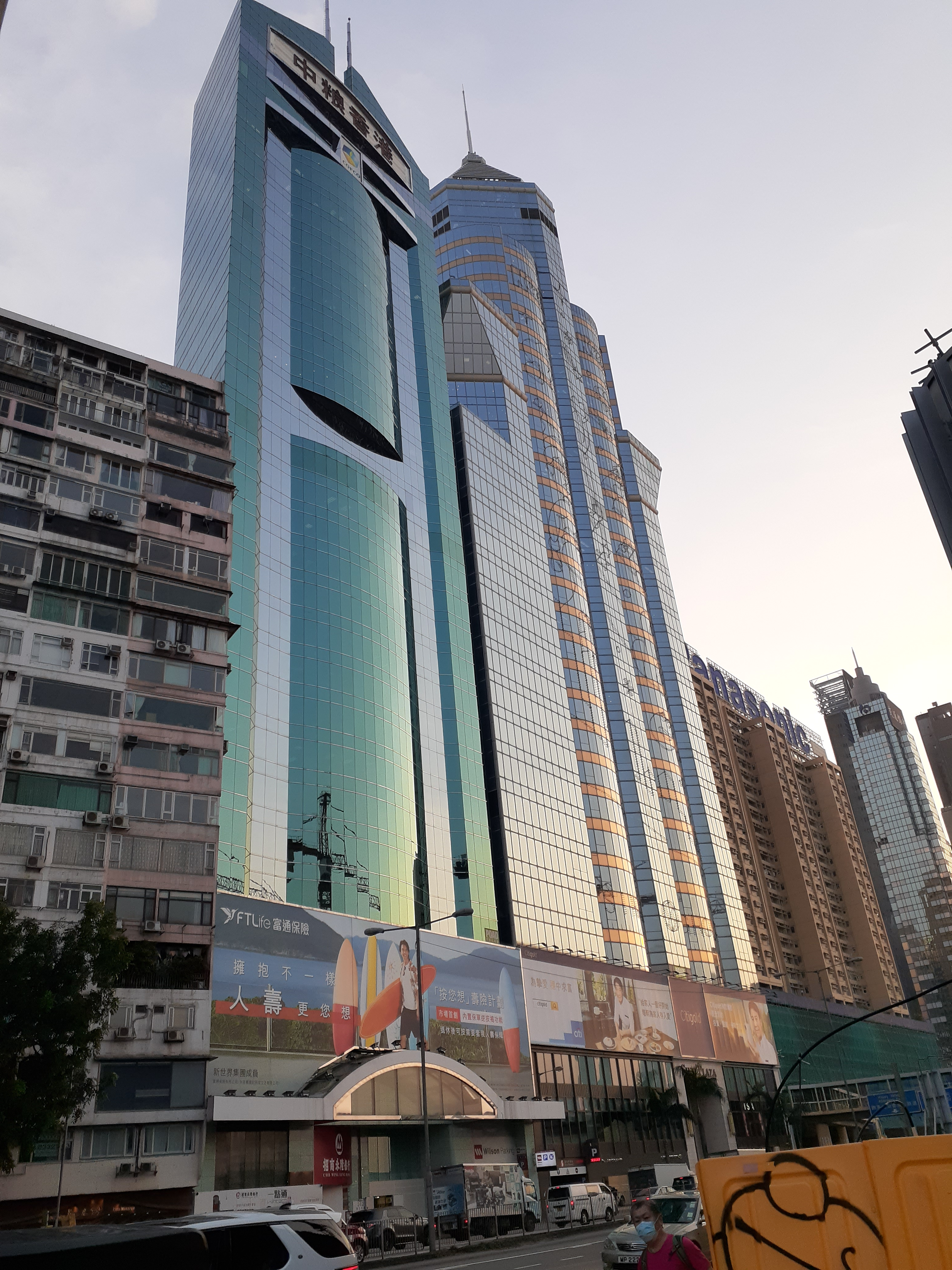
COFCO Tower в Гонконге

В феврале 1949 года в Тяньцзине была основана предшественница COFCO — North China Foreign Trade Company. В сентябре 1949 года North China Foreign Trade Company была разделена на несколько компаний, которые занимались производством и сбытом зерновых, масла, яиц, кожи, меха и щетины. В 1949—1950 годах эти компании были национализированы и перемещены в Пекин, в апреле 1951 года часть из них были объединены в China National Animal Products Corporation.
В 1952 году были основаны компании China National Cereals Export Corporation, China National Oils & Oilseeds Export Corporation и China Foodstuffs Export Corporation. В январе 1953 года China National Cereals Export Corporation и China National Oils & Oilseeds Export Corporation были объединены в China National Cereals, Oils and Oilseeds Export Corporation.
В 1950-х годах COFCO поставляла рис в Шри-Ланку в обмен на каучук, а также экспортировала зерно, масло, консервы и другие продукты питания в Японию, страны Восточной Европы и Африки. В 1960-х годах COFCO начала импортировать пшеницу, масло и продукты питания из Канады, Австралии, Франции, Аргентины и Мексики, а также сахар с Кубы.
В январе 1961 года China National Cereals, Oils and Oilseeds Export Corporation объединилась с China Foodstuffs Export Corporation в единую China National Cereals, Oils & Foodstuffs Import & Export Corporation. В 1962 году компания начала экспорт продуктов в Гонконг и Макао. В 1970-х годах COFCO начала производить белые вина, а в 1978 году начала продавать в Китае напитки Coca-Cola и американские вина. В 1988 году компания была реформирована и разделена на несколько подразделений.
В 1991 году штаб-квартира COFCO переехала из пекинского Export Building, где она базировалась с 1961 года, в высотный Jingxin Mansion в районе Чаоян. В 1993 году COFCO приобрела две компании, акции которых котировались на Гонконгской бирже (COFCO International Limited и Top Glory International Holdings), а также основала компанию COFCO East Ocean Oils & Grains Industries (Чжанцзяган). В 1995 году была основана мукомольная компания COFCO Flour Industry Pang Thai (Циньхуандао).
В 1996 году штаб-квартира COFCO переехала в пекинский комплекс COFCO Plaza, в 1997 году компания взяла под свой контроль крупного производителя упаковки MC Packaging (Ханчжоу). В 1998 году название компании было изменено на China National Cereals, Oils and Foodstuffs Import & Export Corporation (Group) Co. Ltd. В апреле 2002 года COFCO и британская Aviva основали совместную страховую компанию Aviva COFCO Life Insurance. В 2004 году группа сменила название на China National Cereals, Oils & Foodstuffs Corporation (Group) Co. Ltd., присоединила к себе China Native Produce & Animal By-Products Import & Export Corporation и основала в Цзиньсяне крупнейший в стране рисоперерабатывающий завод COFCO (Jiangxi) Rice Limited.
В июне 2005 года COFCO поглотила компанию Xinjiang Tunhe Investment (производство томатного соуса и сахара из свеклы), в сентябре 2005 года — компанию Xinjiang Sifang Sugar Group (сахар); в ноябре 2005 года приобрела 100 % акций China Resources Alcohol, 37 % акций China Resources Biochemical и 20 % акций Jilin Fuel Ethanol. В 2006 году COFCO взяла под свой контроль China Grains & Oils Group (растительное масло) и BBCA Biochemical (производство энергии из биомассы), а дочерняя компания Shenzhen Baoheng Group сменила название на COFCO Property Group. В 2007 году группа сменила название на COFCO Corporation.
В марте 2007 года COFCO International была разделена на две компании — China Agri-Industries Holdings и China Foods. В 2008 году COFCO открыла в Пекине свой первый крупный коммерческий комплекс Xidan Joy City, основала компанию COFCO Meat Investment и запустила в Цзянъине солодовый завод COFCO Malt. В 2009 году COFCO основала финансовую компанию COFCO Trust, стала крупнейшим акционером молочной компании Mengniu Dairy Group, запустила интернет-магазин продуктов Womai.com, вывела на Гонконгскую биржу CPMC Holdings и перенесла штаб-квартиру в пекинский небоскрёб COFCO Fortune Plaza.

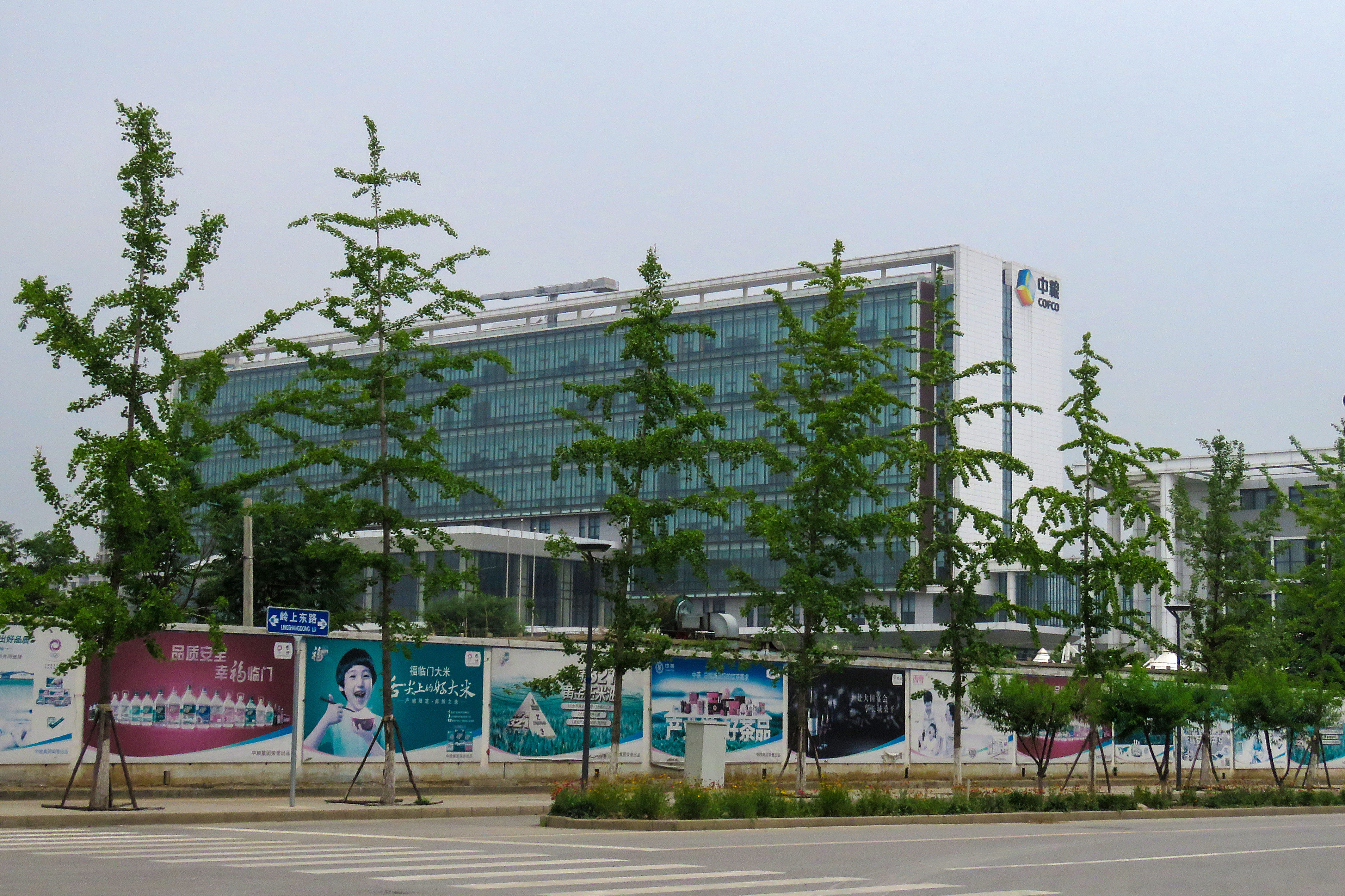
Корпуса COFCO в пекинском Future Science Park

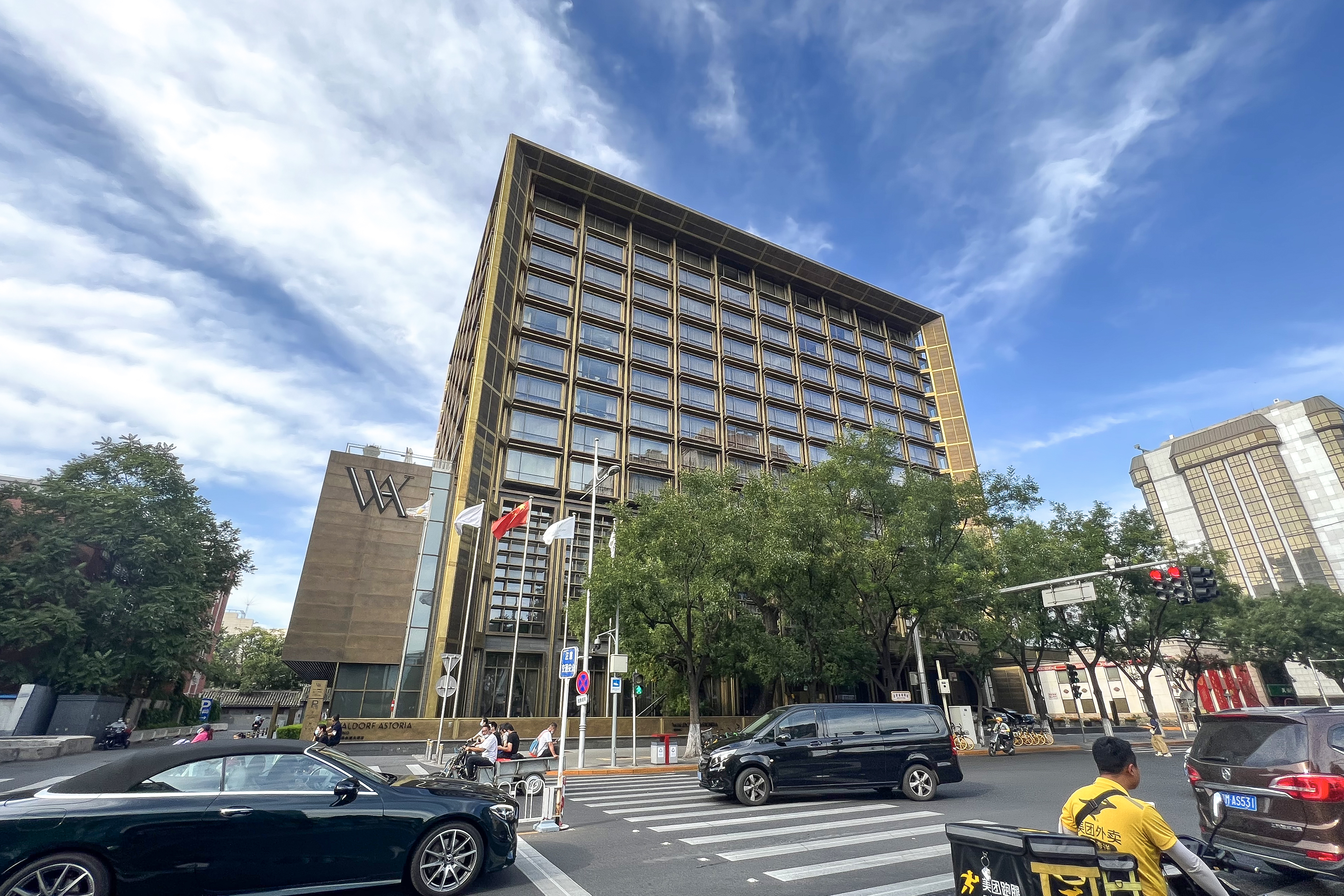
Отель Waldorf Astoria в Пекине

В 2010 году COFCO приобрела 350 гектаров виноградников в долине Кольчагуа (Чили) и винодельню Chateau de Viaud во французском регионе Бордо, а также запустила промышленные парки в городах Сиань, Чэнду, Чжэнчжоу и Тяньцзинь. В 2011 году COFCO завершила сделку по приобретению компании Tully Sugar, четвертого по величине производителя сахара в Австралии, а Исследовательский институт питания и здоровья COFCO начал строительство научного комплекса Future Technology City в Пекине.
В декабре 2013 года компания COFCO Land Holdings вышла на Гонконгскую фондовую биржу, а в результате слияния COFCO Agri-Trading & Logistics и China Grain & Logistics Corporation была образована компания COFCO Trading. Осенью 2014 году группа COFCO приобрела двух международных зерновых и масличных трейдеров — 51 % акций компании Noble Agri (бывшее аграрное подразделение гонконгской Noble Group) и 51 % акций компании Nidera (Роттердам), на основе активов которых была основана компания COFCO International; также в 2014 году COFCO поглотила компанию China Huafu Trade & Development Group.
В марте 2016 года COFCO International приобрела оставшиеся 49 % акций Noble Agri, которая была переименована в COFCO Agri. В июле 2016 года в состав группы COFCO вошла Chinatex Corporation. В феврале 2017 года COFCO International приобрела оставшиеся 49 % акций Nidera, а в ноябре 2017 года продала непрофильный семенной бизнес Nidera Seeds корпорации Syngenta.
В апреле 2018 года COFCO International переехала в новую штаб-квартиру в Женеве. В марте 2019 года COFCO Property Group сменила название на Grandjoy Holdings и реорганизовала листинговую компанию Joy City Property. В декабре 2020 года была реорганизована дочерняя компания COFCO Fortune. В сентябре 2021 года компания COFCO Engineering & Technology вышла на Шэньчжэньскую фондовую биржу.
По итогам 2021 года суммарный оборот COFCO Group впервые превысил 100 млрд долларов США, а крупнейшими дочерними компаниями группы по размеру выручки стали China Mengniu Dairy (80,6 млрд юаней), Grandjoy Holdings Group (42,6 млрд юаней), COFCO Sugar Holding (25,1 млрд юаней), COFCO Biotechnology (23,4 млрд юаней), COFCO Capital Holdings (21,2 млрд юаней), China Foods (18,1 млрд юаней), COFCO Joycome Foods (12,1 млрд юаней) и Joy City Property (11,2 млрд юаней).

## Деятельность

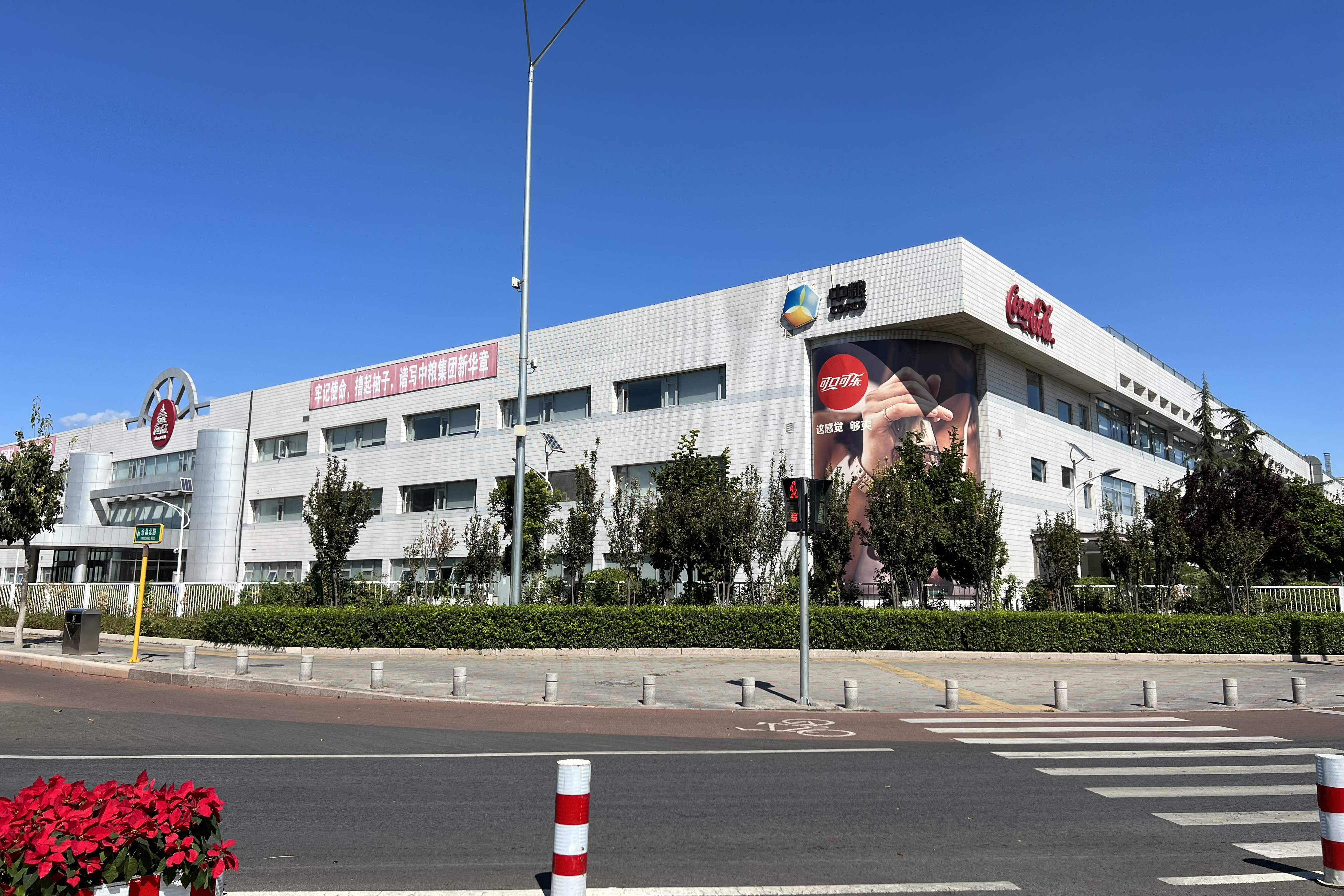
Завод COFCO Coca-Cola Beverages в Пекине

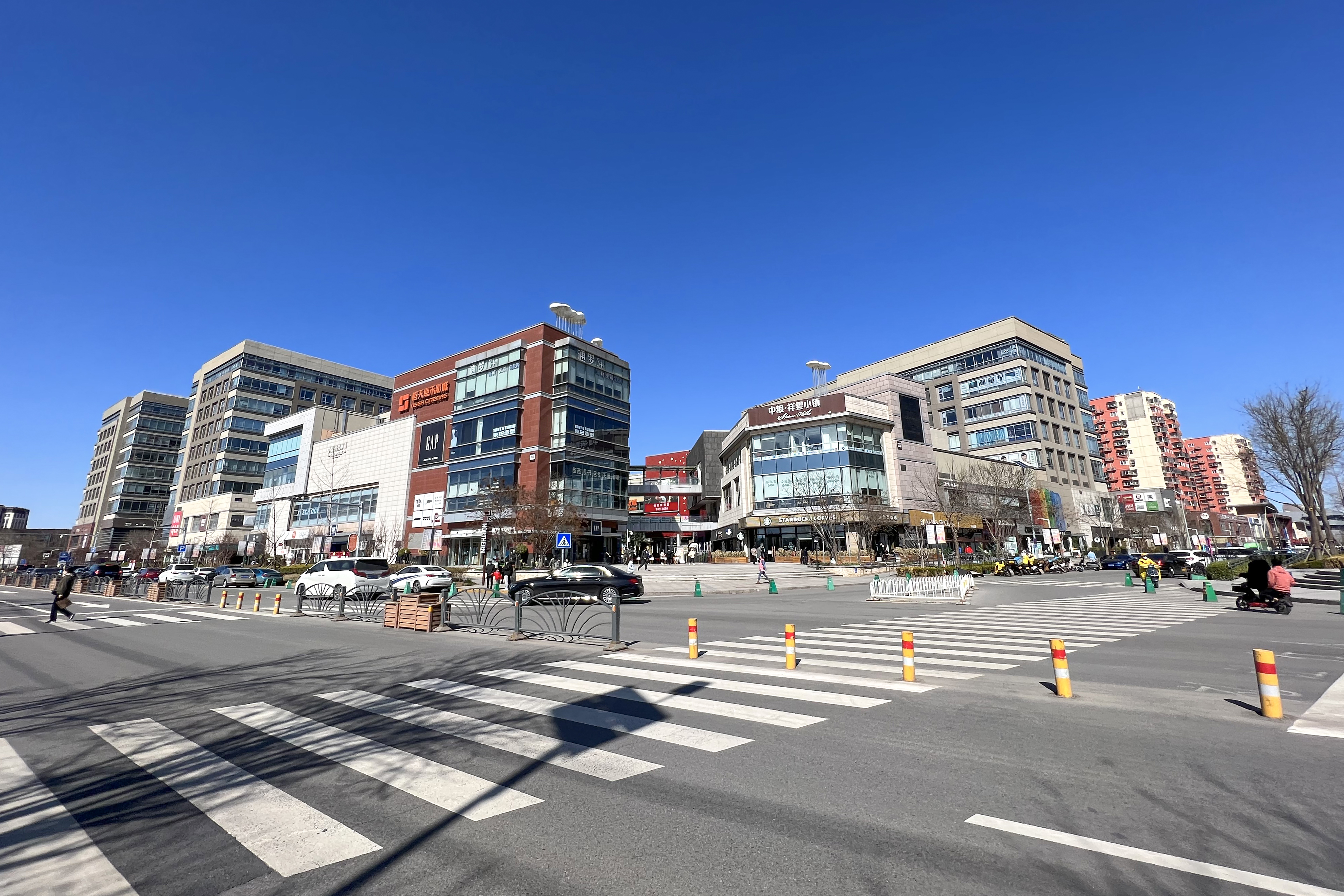
Комплекс COFCO Shine Hills в Пекине

Основными сферами деятельности группы являются поставки агропродукции (сои, пшеницы, кукурузы, риса, солода, хлопка, растительного масла, сахара, муки, комбикормов и удобрений) и продуктов питания. Другими важными сферами деятельности являются недвижимость (торговые центры, жилые и офисные комплексы, промышленные и логистические парки, отели и курорты), финансовые услуги (особенно фермерам и пищевым компаниям), электронная коммерция, биотехнологии, строительство, упаковка, текстильная продукция. Основными брендами COFCO являются Fortune, Greatwall, Mengniu, Jiugui, Xiangxue, China Tea и Joycome; вне пищевой отрасли — торговые центры Joy City, курорт St. Regis Yalong Bay на острове Хайнань, финансовые услуги Aviva-COFCO Life и COFCO Trust По состоянию на 2021 год более 50 % доходов группы COFCO поступало от зарубежных подразделений.

### Бренды

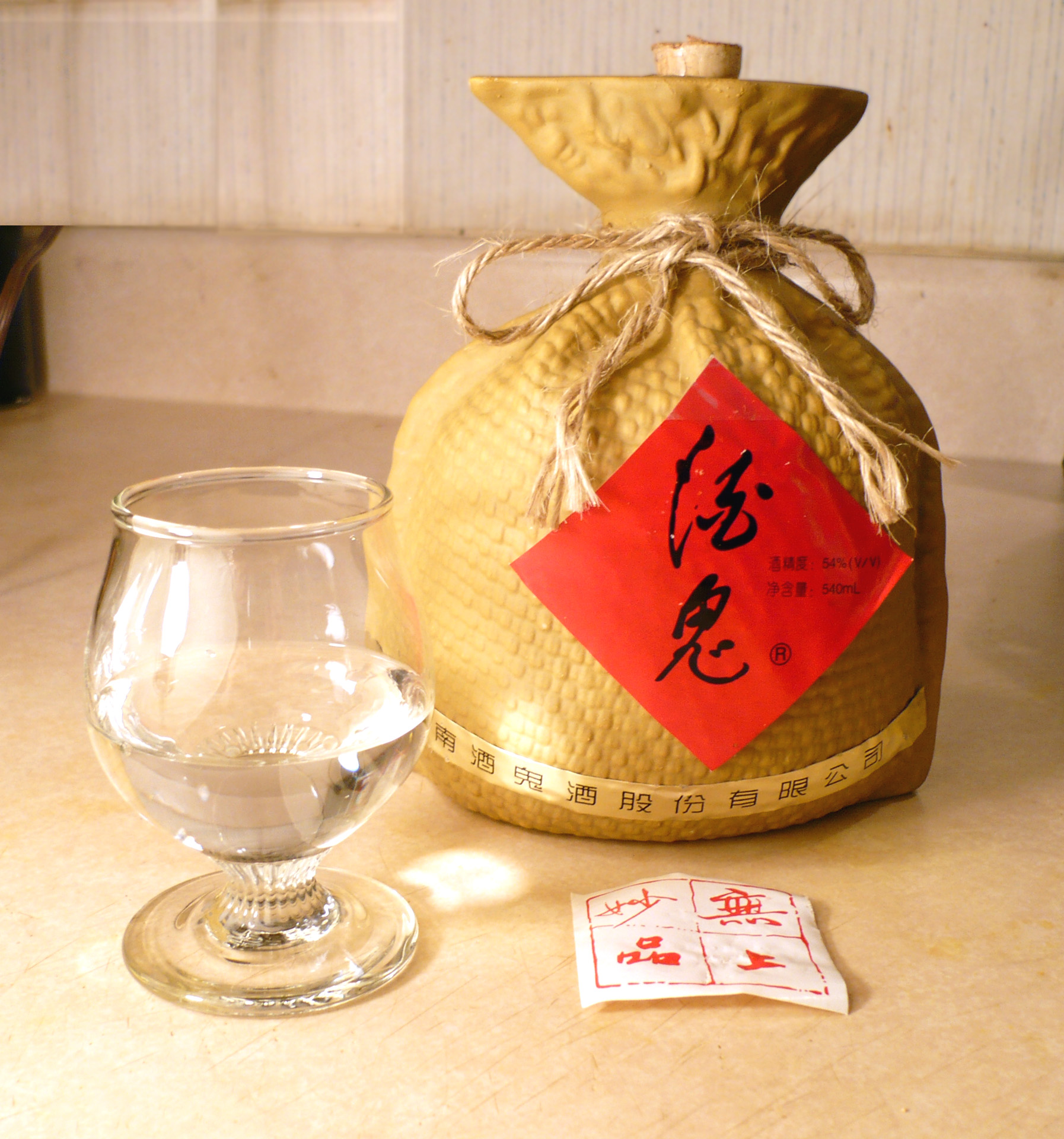
Байцзю производства Jiugui Liquor

COFCO Group принадлежит несколько самых известных торговых марок Китая:
- Fortune (рис, рисовая и пшеничная мука, макаронные изделия, растительное масло)
- Xiangxue (пшеничная мука, лапша, хлебобулочные изделия)
- Pearl River Bridge (соевый соус, рис, лапша и консервы)
- Joycome (мясо и мясные изделия)
- Mengniu (молочные продукты)
- Great Wall (сухие и игристые вина)
- Jiugui (байцзю)
- Kong Yiji (рисовое шаосинское вино)
- China Tea (чай)
- Seawall (чай)
- Butterfly (чай)
- Womai.Com (интернет-магазин продуктов и напитков)
- Joy City (недвижимость)
- Joy Breeze (недвижимость)
- Shine City (недвижимость)
- Le Joy Hotel (сеть отелей)

## Структура
В состав COFCO Group входят 18 основных компаний и сотни аффилированных структур. Почти половина оборота группы приходится на компанию COFCO International.

### COFCO International

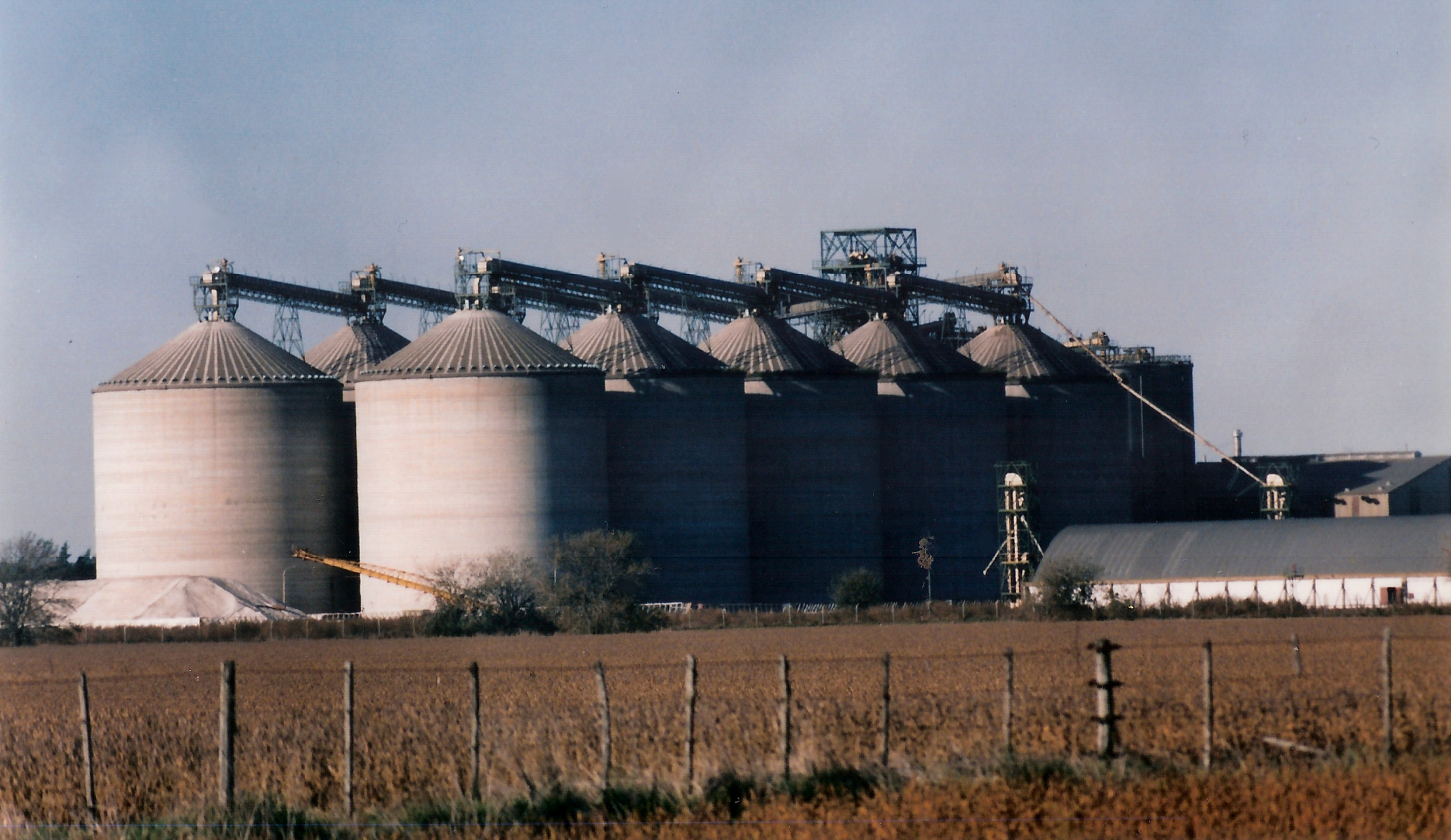
Элеватор Nidera в Хунине (Аргентина)

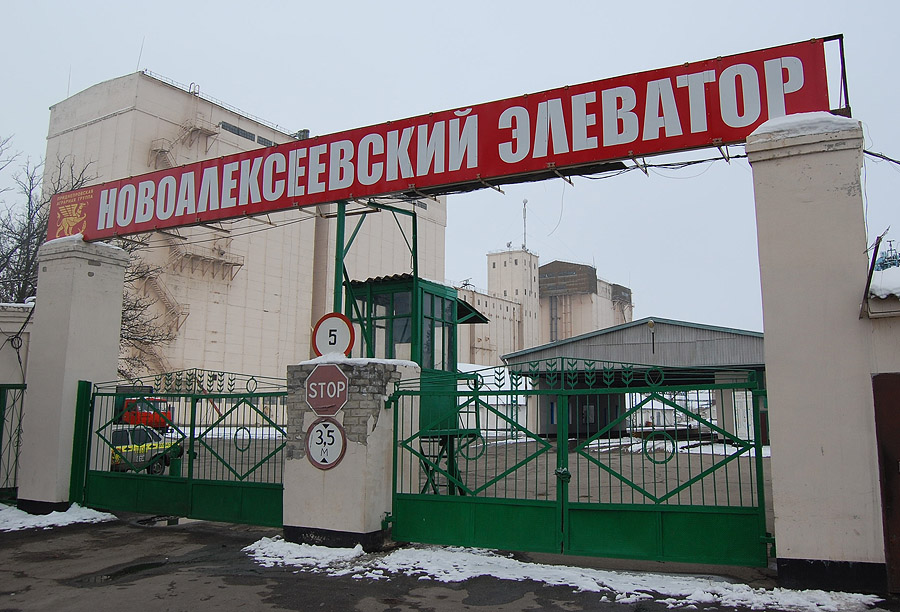
Новоалексеевский элеватор (Украина)

COFCO International (Женева) отвечает за международный бизнес COFCO Group. Она занимается инвестициями, экспортно-импортными операциями, логистикой, переработкой сельскохозяйственного сырья и промышленным производством. Основными товарами компании являются соя, кукуруза, пшеница, ячмень, арахис, масло, сахар, кофе, какао-бобы и хлопок. Помимо широкой сети элеваторов, терминалов и складов, компания имеет флот из более чем 200 сухогрузов. По итогам 2021 года выручка компании составила 48 млрд долларов, грузооборот — 133 млн тонн, число сотрудников — 11,5 тыс. человек в 37 странах.
Основными инвесторами COFCO International являются COFCO Corporation, China Investment Corporation, Temasek Holdings, Affirma Capital и Hopu Investment Management. Торговые офисы COFCO International, включая активы купленных компаний Nidera и Noble Agri, расположены в Китае (Пекин, Шанхай, Гонконг), Азии (Казахстан, Южная Корея, Вьетнам, Таиланд, Сингапур, Индонезия, Индия, ОАЭ, Саудовская Аравия, Иордания, Турция), Европе (Россия, Украина, Румыния, Болгария, Венгрия, Германия, Нидерланды, Франция, Великобритания, Швейцария, Италия, Испания, Португалия), Африке (Египет, Кот-д’Ивуар, ЮАР), Южной Америке (Колумбия, Бразилия, Парагвай, Уругвай, Аргентина, Перу), Северной Америке (США, Канада, Мексика) и Австралии.
Основные поставки COFCO International идут через морские и речные порты, в которых компания контролирует экспортные терминалы и элеваторы. К числу главных портов относятся Констанца и Корабия (Румыния), Николаев (Украина), Ипсуич (Великобритания), Сент-Луис и Милуоки (США), Сантус (Бразилия), Росарио, Тимбуес, Пуэрто-Хенераль-Сан-Мартин, Некочеа и Баия-Бланка (Аргентина), Энкарнасьон (Парагвай), Нуэва-Пальмира (Уругвай), Лима (Перу) и Вуллонгонг /  Порт-Кембла (Австралия).
Маслозаводы COFCO International расположены в Аргентине (Тимбуес, Пуэрто-Хенераль-Сан-Мартин, Сафоркада), Бразилии (Рондонополис), Индии (Кандла) и ЮАР (Стандертон). Заводы COFCO International по производству сахара и этанола сконцентрированы в Бразилии (Катандува, Меридиану, Потирендаба и Себастьянополис-ду-Сул); крупнейшие сахарные перегрузочные терминалы расположены в Вотупоранге и Сантусе. Среди других активов COFCO — зернотрейдерская компания Nidera в Роттердаме (Нидерланды), Центр передового опыта в Порту (Португалия), элеватор в Новоалексеевке (Украина), кофейная фабрика в Алфенасе (Бразилия), хлопковые склады в Мемфисе, Гринвилле и Далласе (США), фермерские хозяйства в ЮАР, офисы управления судоходными операциями в Сингапуре и Стамбуле.

### COFCO Trading
COFCO Trading (Пекин) занимается хранением и распределением пшеницы, кукурузы, риса и комбикормов на внутреннем рынке Китая. Компания скупает продукцию у фермеров, поставляет её на перерабатывающие предприятия или продаёт через свою электронную платформу. COFCO Trading управляет 95 элеваторами общей вместимостью почти 21 млн тонн, сушильными предприятиями мощностью 64,5 тыс. тонн в сутки и зерновыми терминалами в шести портах мощностью 18 млн тонн в год.
Крупнейшие портовые терминалы COFCO Trading расположены в Даляне (Бэйлян), Цзянъине, Юэянлоу (Чэнлинцзи) и Фанчэнгане. Зерновые баржи компании перевозят грузы по рекам Янцзы и Сицзян, морские сухогрузы — из портов Северо-Восточного Китая в порты Восточного и Южного Китай, железнодорожные составы — из Северо-Восточного и Северо-Западного Китая в центральные регионы страны. Перевозками занимаются дочерние компании Xinliang Shipping и COFCO Railway Logistics.

### COFCO Grains & Cereals
COFCO Grains & Cereals (Пекин) занимается переработкой риса, пшеницы и ячменя. Компания является крупнейшим в стране импортером и экспортером риса, она имеет 19 заводов по фасовке риса производственной мощностью почти 5 млн тонн в год, а бренд Fortune занимает первое место на рынке фасованного риса в Китае. Предприятия по переработке риса расположены в Суйхуа, Хулине, Учане и Фуцзине (Хэйлунцзян), Цзилине и Паньши (Гирин), Шэньяне и Даляне (Ляонин), Цзинхае (Тяньцзинь), Дунхае и Яньчэне (Цзянсу), Чаоху (Аньхой), Сяньтао и Цзиньшане (Хубэй), Юэяне (Хунань), Дунгуане (Гуандун), Чэнду (Сычуань), а также в провинциях Цзянси и Нинся.
Также COFCO Grains & Cereals является одним из крупнейших переработчиков пшеницы в Китае, она имеет 20 мукомольных заводов производственной мощностью 6,2 млн тонн в год, а бренды Fortune и Xiangxue лидируют на китайском рынке муки. Предприятия по переработке пшеницы расположены в Баян-Нуре и Хух-Хото (Внутренняя Монголия), Шэньяне (Ляонин), Циньхуандао (Хэбэй), Тяньцзине (Тяньцзинь), Дэчжоу (Шаньдун), Дунхае и Тайсине (Цзянсу), Луцзяне (Аньхой), Хайнине (Чжэцзян), Фучжоу и Сямыне (Фуцзянь), Дунгуане (Гуандун), Ухане (Хубэй), Чжэнчжоу, Лохэ и Пуяне (Хэнань), Чэнду (Сычуань), а также в Синьцзян-Уйгурском автономном районе.
Кроме того, компания имеет два солодовых завода в Даляне (Ляонин) и Цзянъине (Цзянсу) производственной мощностью 660 тыс. тонн в год. COFCO Grains & Cereals покупает ячмень в Китае, Европе, Южной и Северной Америке, поставляя готовый солод крупнейшим пивоваренным компаниям Китая и Юго-Восточной Азии.

### COFCO Oils & Oilseeds
COFCO Oils & Oilseeds (Пекин) занимается переработкой масличных семян, производством разливного и фасованного масла (соевого, рапсового и пальмового), а также соевого и рапсового шрота. Компания является лидером масложировой промышленности Китая, а её бренды Fortune, Fu Zhanggui, Four Seas и Xi Yingying занимают ведущие места среди растительных масел и продуктов питания страны. Общий годовой объём продаж пищевых и технических масел составляет более 21 млн тонн. COFCO Oils & Oilseeds имеет 30 заводов с общей мощностью переработки более 20,35 млн тонн семян в год и общей мощностью производства более 6,7 млн тонн масла в год.
Крупнейшие масложировые заводы COFCO Oils & Oilseeds расположены в Даляне (Ляонин), Тяньцзине (Тяньцзинь), Жичжао и Хэцзэ (Шаньдун), Чжанцзягане (Цзянсу), Чаоху (Аньхой), Цзюцзяне (Цзянси), Дунгуане и Чжаньцзяне (Гуандун), Циньчжоу (Гуанси), Хуангане и Цзинчжоу (Хубэй), Чунцине (Чунцин), Чанцзи и Шаване (Синьцзян).

### COFCO Biotechnology
COFCO Biotechnology (Бэнбу) занимается переработкой кукурузы, тапиоки и целлюлозы, производством пищевых добавок и ингредиентов, а также топлива из биомассы. Компания имеет 20 предприятий в Китае и Таиланде, которые перерабатывают более 6 млн тонн кукурузы в год. Основными продуктами COFCO Biotechnology являются крахмал, фруктоза, топливный этанол, пищевой спирт, глутамат натрия, лимонная кислота, молочная кислота, полилактид и полиол. Компания является крупнейшим поставщиком топливного этанола из биомассы, занимая более 40 % китайского рынка. Кроме того, COFCO Biotechnology владеет Национальным инженерно-исследовательским центром по глубокой переработке кукурузы и Национальным научно-исследовательским центром биологического жидкого топлива.

### COFCO Sugar
COFCO Sugar (Урумчи) занимается переработкой сахарной свеклы и тростника, производством и дистрибуцией сахара. Сахарные заводы COFCO Sugar расположены в Китае и Австралии (Tully Sugar Limited). Кроме того, компания ввозит в Китай около 50 % всего импортного сахара. Дочерняя компания COFCO Tunhe Tomato (Урумчи) производит томатную пасту, кетчуп, пасту перца чили, томатный порошок, абрикосовое пюре, овощные и фруктовые соки, торгует фруктами и орехами.

### COFCO Engineering & Technology
COFCO Engineering & Technology Company или сокращённо COFCO ET (Уси) занимается проектно-строительными и монтажными работами, а также поставками оборудования для пищевой промышленности и предприятий логистики. В состав компании входят научно-исследовательские центры зернового, масложирового и холодильного оборудования в городах Пекин, Уси, Чжэнчжоу, Сиань и Ухань, а также производственные мощности в городах Уси, Чжанцзякоу, Цанчжоу (уезд Наньпи) и Кайфын. Международное подразделение компании (COFCO ET International Engineering Co. Ltd.) строит элеваторы и пищевые фабрики в Восточной и Южной Азии.

### COFCO Wines & Spirits

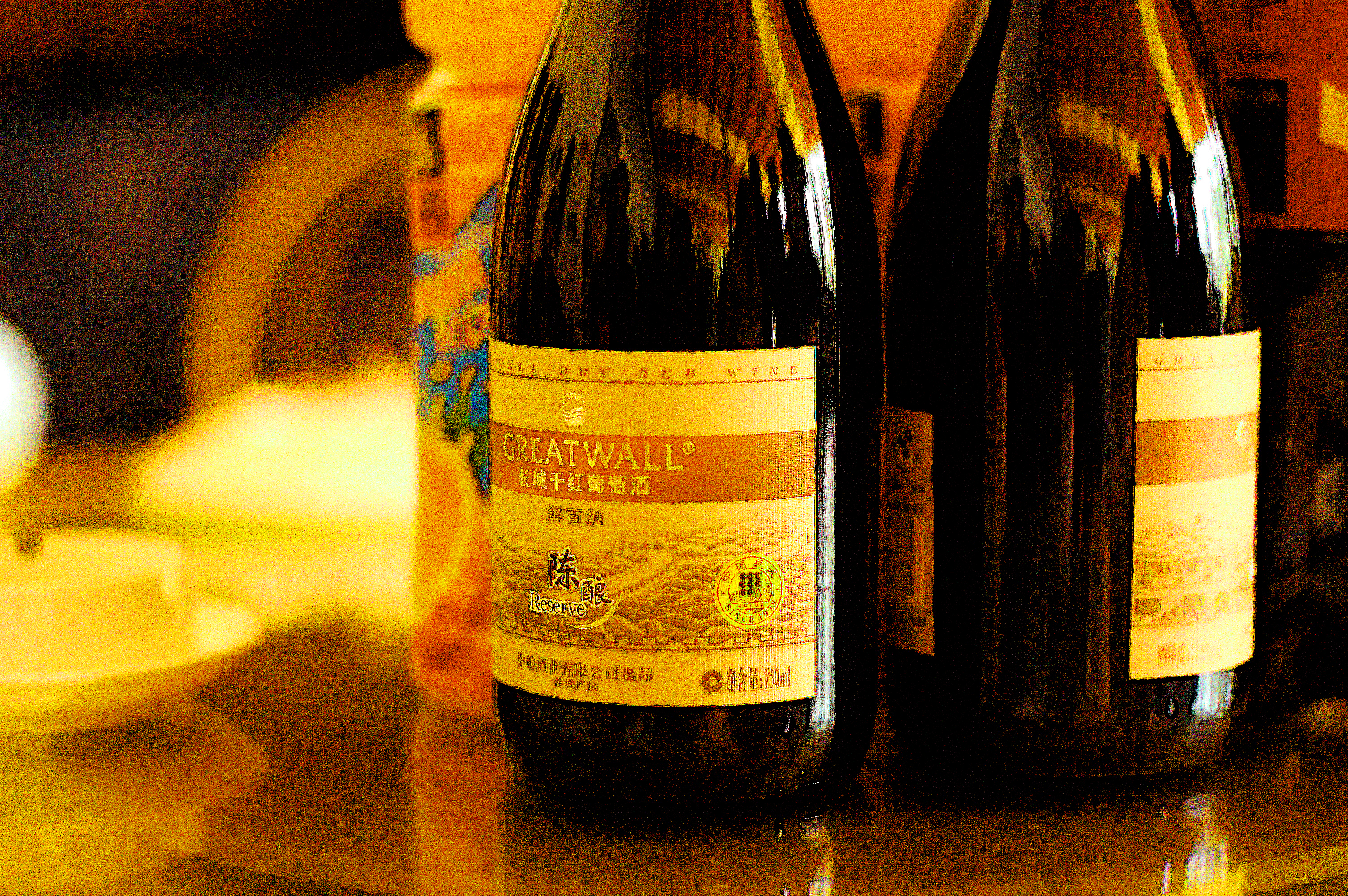
Вино марки Great Wall

COFCO Wines & Spirits (Пекин) занимается производством, импортом и дистрибуцией алкогольных напитков, в том числе виноградного и рисового вина, пива и байцзю. Компании принадлежат известные алкогольные бренды Great Wall (красные сухие, белые сухие и игристые вина), Huaxia (красные сухие вина), Sun God (красные сухие вина), Five Star (красные сухие вина), Chateau de Viaud (красные сухие вина), Jiugui (байцзю), Neican (байцзю), Xiangquan (байцзю), Kong Yiji (рисовое вино), Hui (рисовое вино), Jinlinyou (рисовое вино), а также один из крупнейших китайских импортёров алкогольных напитков COFCO Wine & Wine.
Основными активами COFCO Wines & Spirits являются Great Wall Wine (винные заводы в Яньтае, Циньхуандао, Чжанцзякоу, Хэлане и Тяньшане, а также шато в Хуайлае, Чанли и Хэлане), Hunan Jiugui Liquor (завод байцзю в Цзишоу), COFCO Shaoxing Winery (завод рисового вина в Шаосине), Chateau de Viaud (винодельня  в Бордо) и Vina Santa Andrea (виноградники в долине Кольчагуа).

### COFCO Coca-Cola

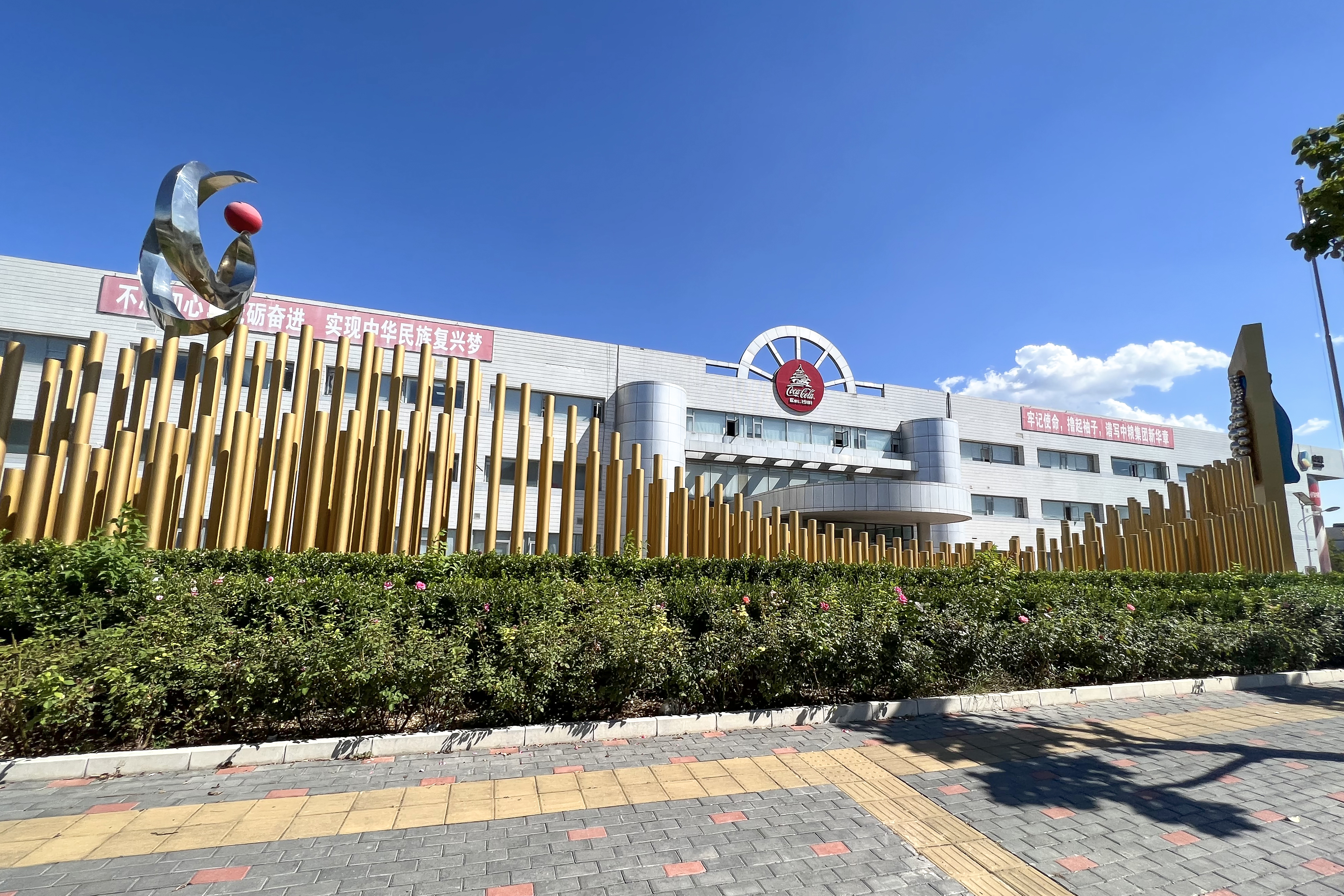
Завод COFCO Coca-Cola Beverages в Пекине

COFCO Coca-Cola Beverage Limited или сокращённо CBL (Пекин) — совместное предприятие компаний COFCO Corporation (65 %) и The Coca-Cola Company (35 %), один из крупнейших производителей газированных, энергетических, протеиновых и молочных напитков, минеральной воды, соков, чая и кофе в Китае. 20 заводов по разливу напитков расположены в Пекине, Тяньцзине, Хэбэе, Шаньдуне, Хэйлунцзяне, Цзилине, Ляонине, Внутренней Монголии, Шаньси, Шэньси, Нинся, Ганьсу, Цинхае, Синьцзяне, Тибете, Сычуани, Чунцине, Гуйчжоу и Хунани. Основными брендами CBL являются Coca-Cola, Fanta, Sprite, Schweppes и Bonaqua.

### COFCO Joycome
COFCO Joycome Foods (Пекин) владеет собственными животноводческими хозяйствами (около 50-ти свиноферм по всему Китаю), производит комбикорма, охлаждённую свинину под брендом Joycome, полуфабрикаты и готовые мясные продукты под брендом Maverick. Кроме того, компания продаёт живых свиней и импортирует в страну мясо из Бразилии, Аргентины и Австралии (свинину, говядину, баранину и птицу).

### COFCO Capital
COFCO Capital Holdings (Пекин) управляет инвестиционными и финансовыми активами COFCO Group (страховые, банковские и трастовые услуги, фьючерсные сделки). Компания контролирует ряд дочерних структур, в том числе Aviva-COFCO Life Insurance, COFCO Trust, COFCO Futures, Aon-COFCO, COFCO Fund, Longjiang Bank, Mingcheng Finance, COFCO Shenzhen Trading Services, COFCO Capital Investment и COFCO Capital (Hong Kong). Aviva-COFCO Life Insurance (совместное предприятие COFCO Group и британской группы Aviva) специализируется на страховании жизни и финансовых рисков. Aon-COFCO Insurance Brokers (совместное предприятие COFCO Group и ирландской группы Aon) специализируется на страховом и перестраховочном брокерском бизнесе, а также на консалтинге в сфере управления рисками. COFCO Trust занимается управлением активами и частным капиталом; COFCO Futures — управлением рисками и торговлей деривативами. COFCO Fund инвестирует средства в выращивание зерна и производство продуктов питания; Mingcheng Finance инвестирует средства в недвижимость и экспортно-импортные операции. Longjiang Bank (Харбин) обслуживает фермеров, а также сельскохозяйственные и пищевые предприятия провинции Хэйлунцзян. COFCO Capital (Hong Kong) занимается международными финансовыми операциями группы, в том числе управлением активами, фондами и трастами.

### CPMC
CPMC Holdings (Ханчжоу) производит алюминиевые и жестяные банки для напитков, консервов, растительного масла, красок и лаков, аэрозольные баллончики, металлические крышки для бутылок и банок, пищевые и химические стальные бочки, металлические контейнеры для аккумуляторов и бытовых электроприборов, пластиковые бутылки для напитков, соусов, шампуней и бытовой химии. Заводы компании расположены в городах Фушунь, Тяньцзинь, Уси, Сучжоу, Шанхай, Ханчжоу, Гуанчжоу, Шэньчжэнь, Ухань и Чэнду. Крупнейшими покупателями продукции CPMC являются Coca-Cola, PepsiCo, Red Bull, Wahaha Group, JDB Group, Jianlibao Group, CR Beer, Tsingtao Brewery, Yanjing Brewery, Harbin Brewery, Kingway Brewery, Anheuser-Busch InBev, Suntory, Johnson & Johnson, Shell, AkzoNobel, Panasonic и Midea.

### Chinatex
Chinatex Corporation (Пекин) основана в 1949 году как China National Textiles Import and Export Corporation, в июле 2016 года компания вошла в состав COFCO Group. Chinatex занимается продажами хлопка, шерсти, джута и химических волокон, производством и окрашиванием хлопчатобумажной пряжи и тканей, производством и розничными продажами одежды, проведением выставок и показов моды. Chinatex является крупнейшим торговцем китайским хлопком, крупнейшим импортёром австралийской и уругвайской шерсти, а также одним из ведущих поставщиков военной, промышленной и медицинской униформы в Китае. Хлопковые поля сосредоточены в Синьцзяне, хлопчатобумажные, красильные, трикотажные и швейные фабрики расположены в Китае (Ланфан, Чжучэн и Фуян), торговые склады — в США и Японии.

### China Tea
China Tea Company (Пекин) является крупнейшей чайной компанией Китая. Она производит чёрный, зелёный и белый чай, улун, пуэр, жасминовый чай и чайные напитки под брендами China Tea, Seawall, Butterfly, 100-year Mucang, Monkey King, Mingshan Pasha и West Lake. Чайные плантации China Tea расположены в провинциях Аньхой (Хуаншань), Фуцзянь (Цзяньоу), Хунань (Аньхуа), Гуанси и Юньнань (Фынцин), чайные фабрики базируются в городах Сямынь, Фучжоу, Цюаньчжоу, Наньпин, Чанша, Учжоу, Мынхай и Пекин. Дочерняя компания Teck Soon Hong Flavours & Fragrances (Чжухай) производит экстракт зелёного чая, галлат эпигаллокатехина, теанин, масло чайного дерева и масло камелии. Розничная сеть China Tea включает более 1,3 тыс. фирменных магазинов и более 35 тыс. розничных терминалов.

### China Mengniu Dairy

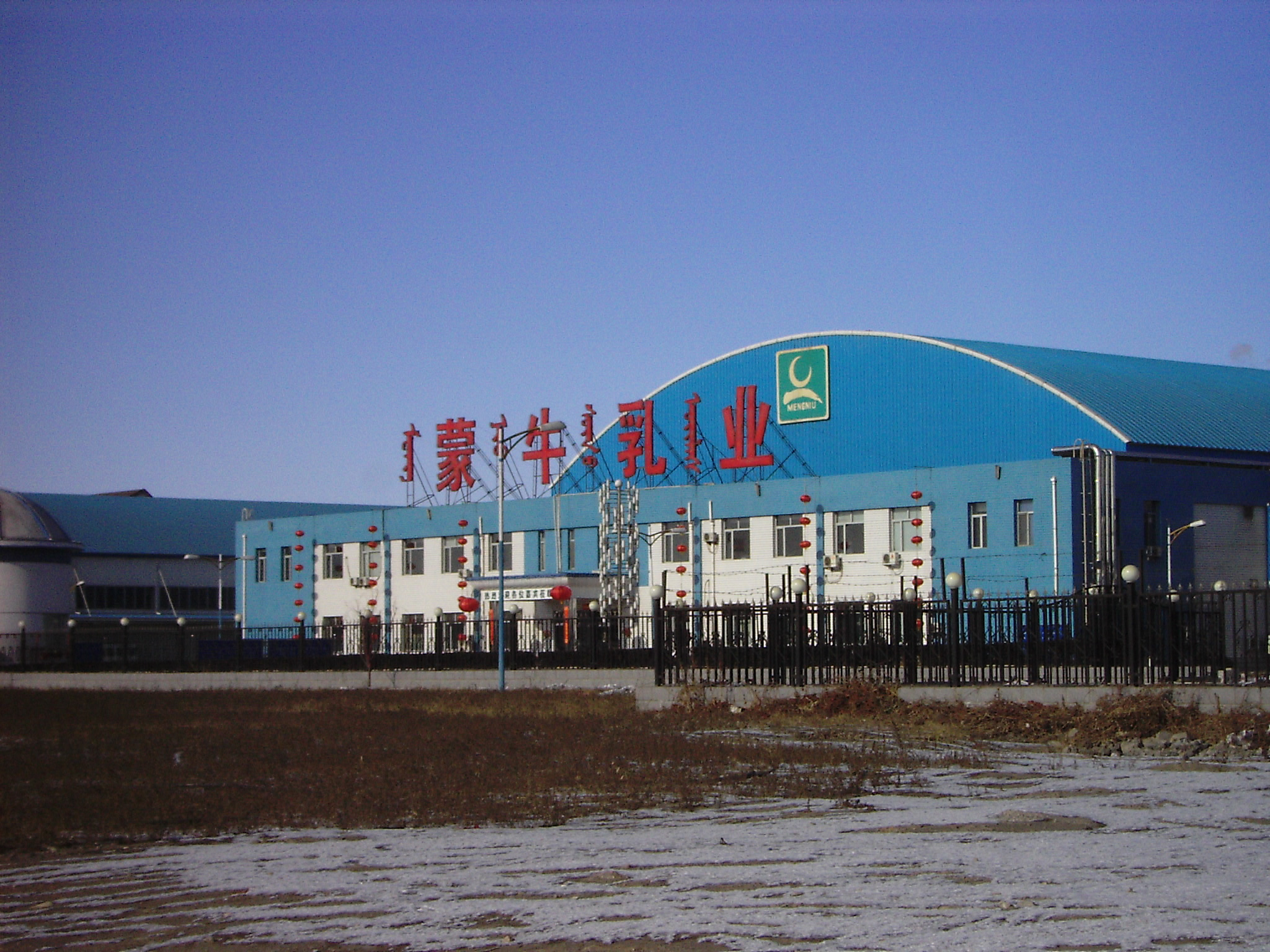
Завод Mengniu Dairy в Баотоу

China Mengniu Dairy (Хух-Хото) — второй по величине производитель молочной продукции в Китае, входит в десятку крупнейших молочных предприятий мира. Компания производит жидкое и сухое молоко, мороженое, молочные напитки, детское питание и сыр под брендами Milk Deluxe, Just Yogurt, Champion Yogurt, Zhenguoli, Yoyi-C, Shiny Meadow, Weilaixing и Deluxe Ice cream.
China Mengniu Dairy имеет более 40 заводов в Китае и 2 завода за рубежом (Индонезия и Новая Зеландия) общей производственной мощностью более 10 млн тонн в год. Кроме того, Mengniu Dairy контролирует несколько дочерних компаний в Китае и за рубежом, в том числе China Modern Dairy Holdings (Мааньшань), Shengmu High-Tech Dairy (Баян-Нур), Fuyuan International (Хух-Хото), Bellamy's Organic и Burra Foods (Австралия), Conaprole (Уругвай) и JSC Meat & Dairy Company (Беларусь). Продукция Mengniu Dairy экспортируется в Монголию, Камбоджу, Сингапур, Малайзию, Индонезию, Мьянму, Австралию и Новую Зеландию.

### Grandjoy Holdings

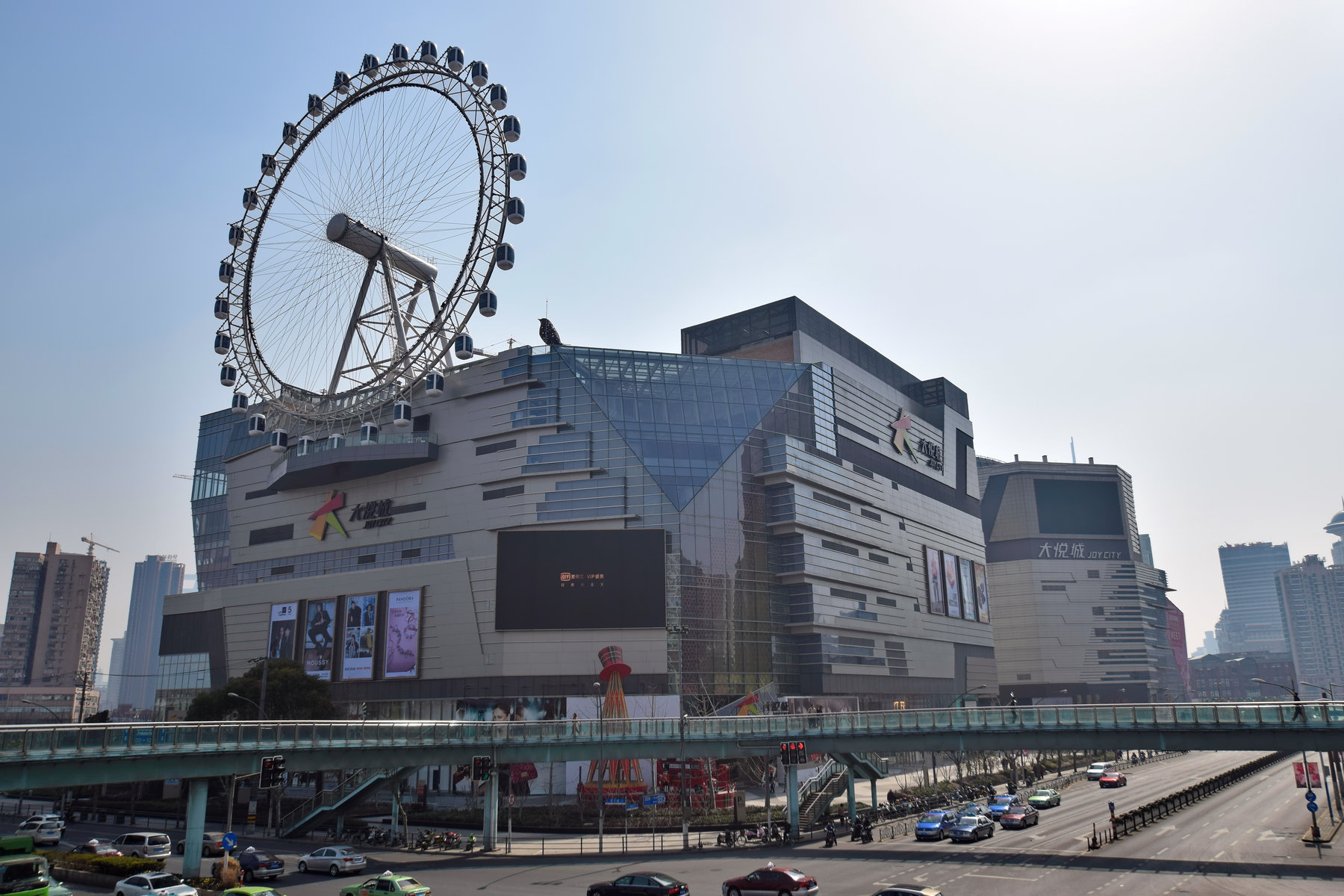
Торговый центр Jingan Joy City в Шанхае

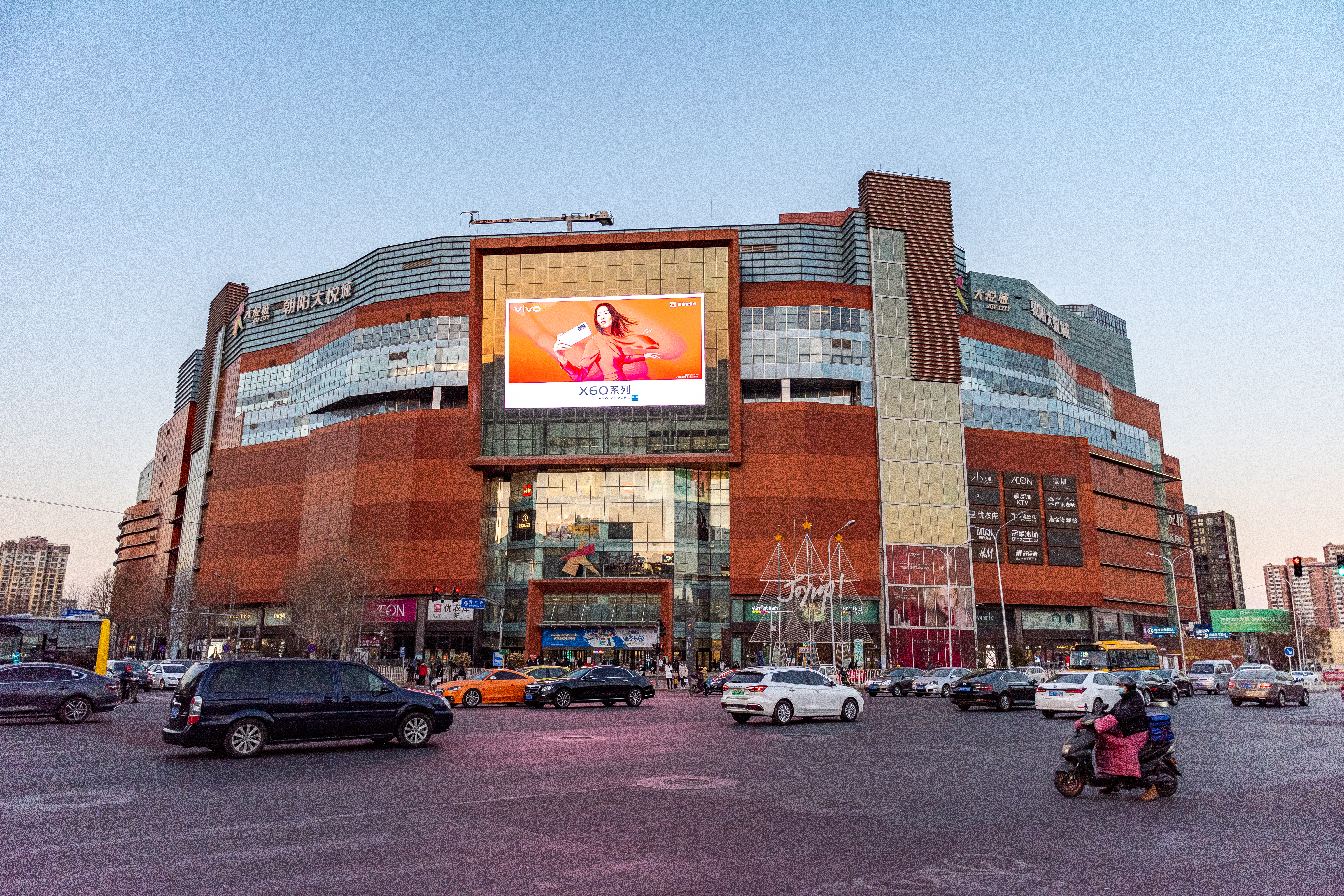
Торговый центр Chaoyang Joy City в Пекине

Grandjoy Holdings Group (Пекин) и её дочерняя листинговая компания Grandjoy Property занимаются операциями с недвижимостью (девелопмент, продажа квартир и офисов, сдача в долгосрочную аренду, управление недвижимостью, риелторские услуги, гостиничный бизнес, инвестиции и консалтинг). В области коммерческой недвижимости Grandjoy Holdings владеет брендами Joy City, Joy Breeze и Shine City, а в области жилой недвижимости — брендами The One, Shine City, Splendid City и Dream City. Крупнейшими отелями группы являются Waldorf Hotel (Пекин), Fraser Apartment (Шанхай), St. Regis Yalong Bay Resort, Sanya MGM Resort и Sanya Cactus Resort (Санья). Основные активы Grandjoy Holdings (жилые и офисные комплексы, торговые центры, гостиницы, промышленные и логистические парки) расположены в городах Пекин, Тяньцзинь, Шанхай, Шэньчжэнь, Чунцин, Чэнду, Ухань, Чанша, Сиань, Шэньян, Циндао, Нанкин, Сучжоу, Ханчжоу, Куньмин, Сямынь и Яньтай.

### Womai.Com
Электронная платформа Womai.Com продаёт свежие и готовые продукты питания компаний COFCO Group, а также импортные продукты, завозимые в Китай дочерними структурами группы. Продукты доставляются клиентам со складов или супермаркетов, а готовые блюда — из ресторанов и предприятий кейтеринга. Основными группами товаров являются свежие овощи и фрукты, мясо и рыба, молочные продукты, полуфабрикаты, растительное масло, мука, крупы, специи, чай и кофе, алкогольные и безалкогольные напитки. Инвесторами Womai.Com выступили COFCO Group, IDG Capital, SAIF Partners, Baidu и Taikang Group.

### COFCO NHRI
COFCO NHRI (сокращённо от COFCO Nutrition and Health Research Institute) базируется в пекинском районе Чанпин и является главным научно-исследовательским центром группы, который изучает вопросы питания, здравоохранения и экологии, работает в сферах биотехнологий, зерновой, масложировой и молочной промышленности. В состав центра входят Пекинская лаборатория качества и безопасности пищевых продуктов и Китайско-австралийский совместный исследовательский центр молочных технологий будущего, а также компании Guomao Food Technology (Пекин) и COFCO Biotechnology (Пекин).

### Другие компании

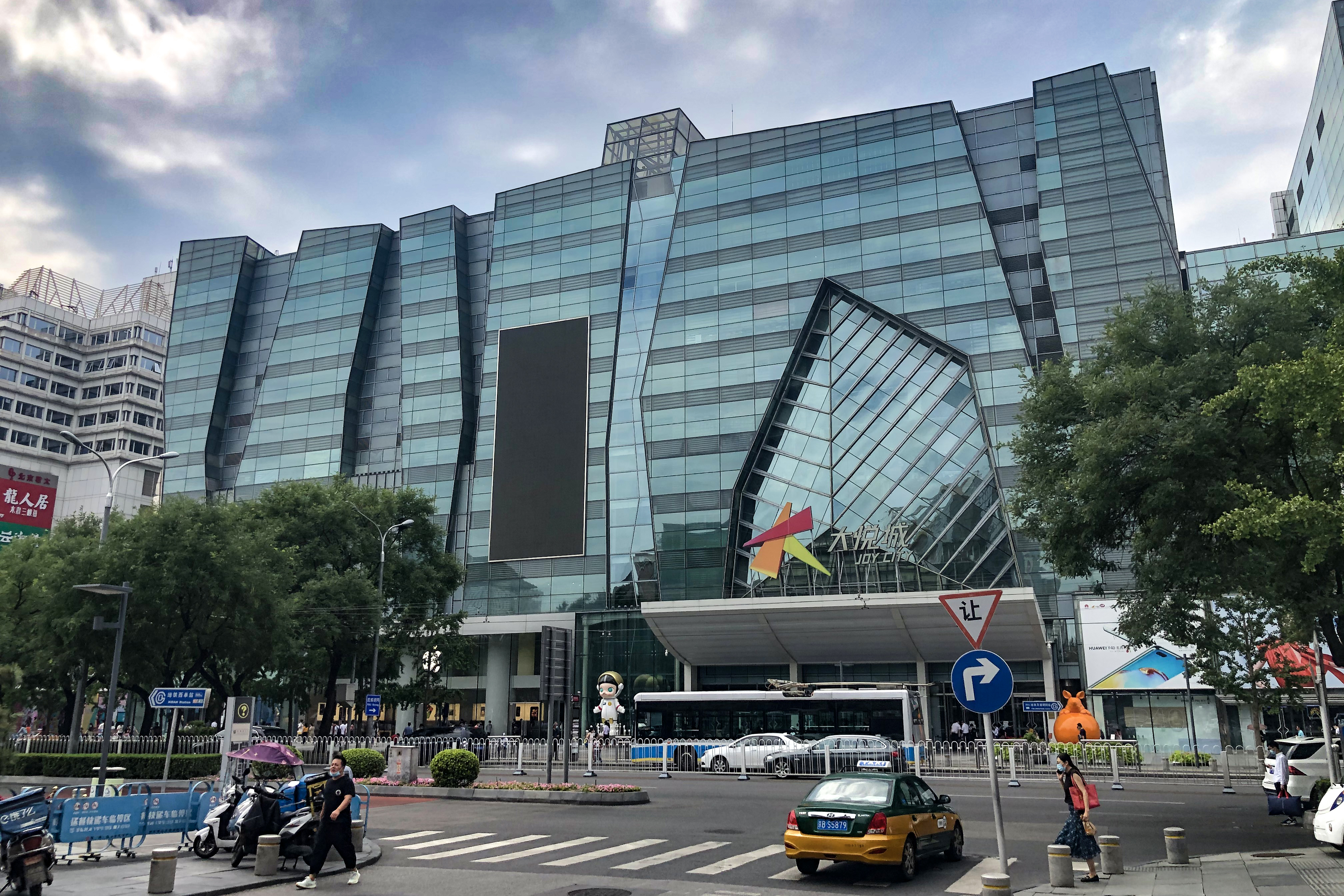
Комплекс Xidan Joy City в Пекине

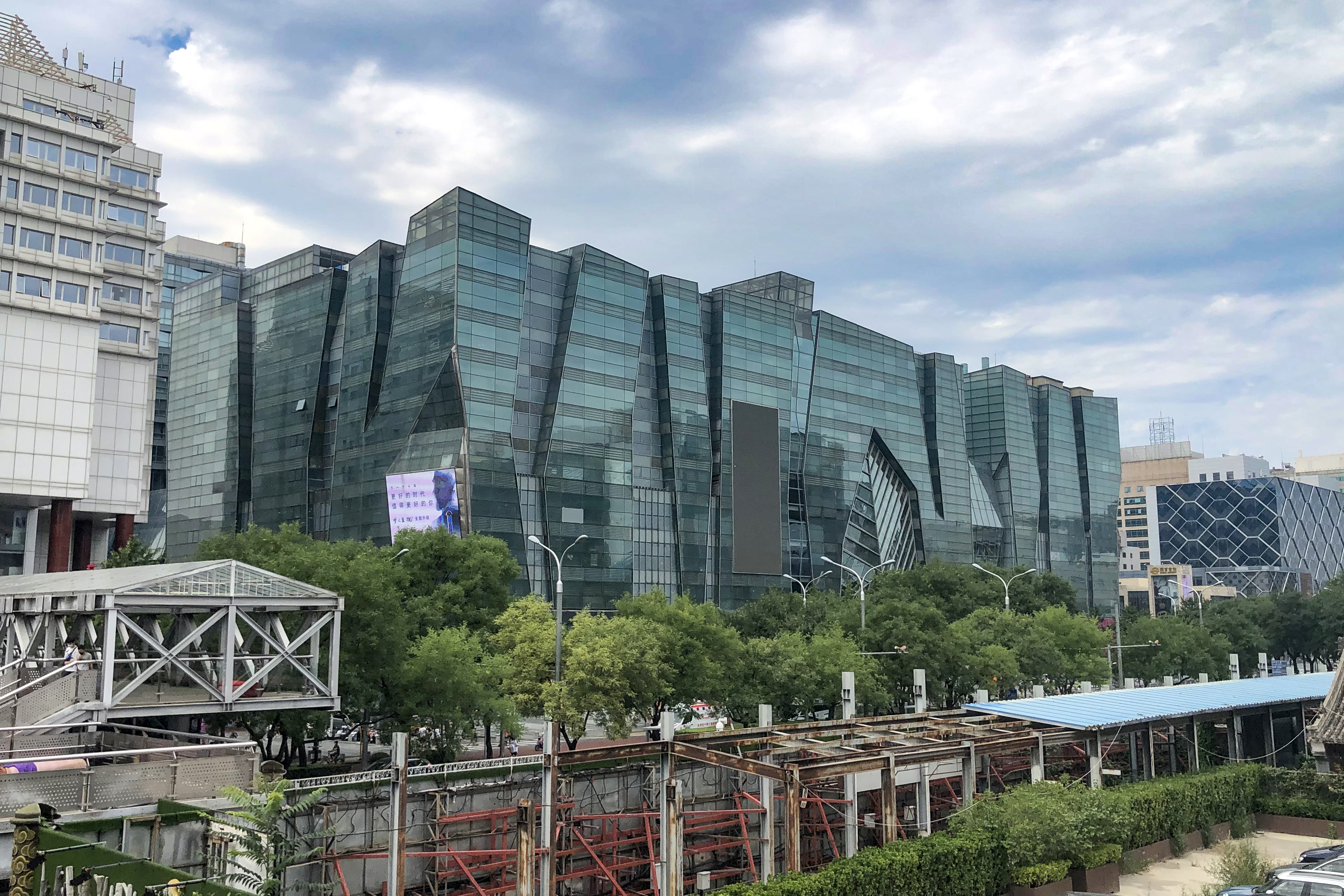
Комплекс Xidan Joy City в Пекине

Также в состав холдинга COFCO Group входит несколько десятков других компаний:
- COFCO (Hong Kong) Limited является холдинговой компанией, которая контролирует пакеты акций материнской группы в ряде дочерних структур, в том числе в China Foods, CPMC Holdings, Joy City Property, China Mengniu Dairy и COFCO Biochemical.
- Joy City Property (Гонконг) развивает объекты недвижимости, в том числе торговые, жилые и офисные комплексы в Пекине (Сидань и Чаоян), Тяньцзине (Нанькай и Хэпин), Шанхае (Цзинъань), Чунцине, Шэньчжэне, Шэньяне, Циндао, Чэнду, Ухане, Куньмине, Ханчжоу, Сиане, Гуйяне и Яньтае. Также компания занимается управлением отелями и офисными комплексами, сдачей в аренду и продажей недвижимости[56].
- China Foods (Гонконг) производит газированные, молочные, энергетические, спортивные и протеиновые напитки, соки, воду, чай и кофе[57].
- Jiugui Liquor (Цзишоу) производит байцзю и другие алкогольные напитки под торговыми марками Jiugui, Xiangquan, Dongcang и Neican[58].
- Fountain Set Holdings (Гонконг) занимается производством пряжи, тканей, готовых трикотажных и швейных изделий, окраской нитей и тканей, печатью на тканях; текстильные фабрики компании расположены в Китае (Дунгуань, Цзянъинь, Яньчэн), Камбодже, Индонезии и на Шри-Ланке. В 2012 году Chinatex Corporation стала крупнейшим акционером компании Fountain Set Holdings[59][60].
- Yashili International Holdings (Гуанчжоу) производит молочные смеси для новорождённых и беременных женщин, сухое и соевое молоко, рисовую муку и упаковочные материалы[61].
- Shanghai Milkground Food Tech (Шанхай) производит сыр, питьевое молоко, йогурт и молочные напитки[62].
- China Modern Dairy Holdings (Мааньшань) занимается молочным животноводством, производит комбикорма и питьевое молоко[63].
- China Shengmu Organic Milk (Баян-Нур) занимается молочным животноводством, производит комбикорма, питьевое молоко и йогурт[64].
- China Great Wall Wine (Хуайлай) производит сухие и игристые вина[65].
- COFCO Tunhe Tomato (Урумчи) производит на 13 заводах в Синьцзяне томатную пасту и пасту чили, а также соусы, овощные и фруктовые консервы[66][67].
- COFCO Wine & Wine International входит в состав COFCO Wines & Spirits. Компания импортирует вино, пиво и крепкие алкогольные напитки (в том числе испанское вино Faustino), экспортирует китайское байцзю, а также владеет французской винодельней Chateau de Viaud.
- COFCO Finance (Гонконг) проводит международные расчёты.
- COFCO Resources (Женева) занимается поставками сельскохозяйственного и металлургического сырья.